# Tensions (composition)
Pour les articles homonymes, voir Tension.
Clip vidéo
[vidéo] « Charles Mingus - Tensions  », sur YouTube
Tensions est un standard de jazz jazz blues post-bop, composé par le pianiste-contrebassiste-compositeur de jazz américain Charles Mingus, enregistré avec son big band jazz sur son album majeur Blues & Roots de 1959. Un des plus importants succès de sa carrière, et de l'histoire du jazz post-bop.

## Histoire
Alors que Miles Davis compose et enregistre un de ses albums phares d'évolution révolutionnaire du jazz blues Kind of Blue (Sorte de blues) de 1959 (avec entre autres tubes So What, ou All Blues) Charles Mingus compose et enregistre un de ses albums phares de « blues façon Mingus » Blues & Roots (blues & racines), avec entre autres tubes Moanin' (gémissement), E's Flat, Ah's Flat Too (Hora Decubitus)..., et ce titre « Tensions », avec ses célèbres effets de chahut dynamique crescendo caractéristique de génie, de son big band jazz hard bop post-bop,, composé de : 
- Charles Mingus – contrebasse
- John Handy et Jackie McLean – saxophone alto
- Booker Ervin – saxophone ténor
- Pepper Adams – saxophone baryton
- Jimmy Knepper et Willie Dennis (en) – trombone
- Horace Parlan – piano
- Dannie Richmond – batterie

## Reprises
Ce standard de jazz blues est repris entre autres par le Mingus Big Band...